# Wybory parlamentarne w Słowenii w 2018 roku
Wybory parlamentarne w Słowenii w 2018 roku – odbyły się 3 czerwca. Termin wyborów 14 kwietnia po rozwiązaniu Zgromadzenia Państwowego wyznaczył prezydent Borut Pahor.

## Podłoże
W dniu 14 marca 2018 Sąd Najwyższy Republiki Słowenii wydał wyrok w sprawie referendum kolejowego, które odbyło się w 2017 roku dotyczącego budowy drugiego połączenia kolejowego z Koper do Divača. W wyroku sąd unieważnił wyniki i zarządził nowe głosowanie. Połączenie kolejowe było największym projektem gabinetu Cerara.
Tego samego dnia premier Miro Cerar ogłosił, że zrezygnuje ze stanowiska na konferencji prasowej po posiedzeniu gabinetu. Wyjaśnił, że zrezygnował z powodu złych stosunków w ramach koalicji między socjaldemokratami (SD) i Demokratyczną Partią Emerytów Słowenii (DeSUS) po decyzji Sądu Najwyższego, która stwierdził, że spowolniłaby rozwój infrastruktury Słowenii z powodu strajków i żądań związków zawodowych sektora publicznego. Następnego dnia wysłał list rezygnacyjny do przewodniczącego Zgromadzenia Państwowego. Zgodnie z konstytucją Słowenii Zgromadzenie Państwowe miało 30 dni na powołanie nowego rządu, po których prezydent rozwiązuje parlament i ogłasza przedterminowe wybory. Jako iż do tego czasu nie udało się powołać nowego rządu, 14 kwietnia 2018 prezydent Borut Pahor rozwiązał Zgromadzenie Państwowe i zarządził przedterminowe wybory parlamentarne na dzień 3 czerwca 2018. Były to tym samym już trzecie z rzędu przedterminowe wybory parlamentarne w historii Słowenii od uzyskania przez ten kraj niepodległości w 1991 po przedterminowych wyborach w 2011 i 2014.

## System wyborczy
90 członków Zgromadzenia Państwowego wybieranych jest dwoma metodami; 88 z nich na podstawie proporcjonalnej reprezentacji na otwartej liście w ośmiu 11-osobowych okręgach wyborczych; mandaty są przydzielane komitetom na poziomie okręgu za pomocą limitu Droop. Mandaty, które nie zostały obsadzone, są przydzielane komitetom na poziomie krajowym za pomocą metody D’Hondta z uwzględnieniem progu wyborczego na poziomie 4%. Mimo że kraj podzielony jest na 88 okręgów wyborczych, deputowani nie są wybierani ze wszystkich 88 okręgów. W niektórych okręgach wybieranych jest więcej niż jeden poseł, co powoduje, że niektóre okręgi nie mają swojego reprezentanta w parlamencie; w wyborach w 2014 roku 21 z 88 okręgów wyborczych nie miało wybranego posła. Komitety muszą mieć na swoich listach co najmniej 35% kandydatów z każdej płci, z wyjątkiem przypadków, gdy jest tylko trzech kandydatów; w przypadku tych list musi być co najmniej jeden kandydat każdej płci.
Dwóch pozostałych posłów wybieranych jest przez mniejszości włoską i węgierską metodą głosowania pierwszorzędnego. W okręgach mniejszości stosuje się metodę Bordy.

## Kalendarz wyborczy
| Data             | Godzina    | Wydarzenie                                                                                              |
| ---------------- | ---------- | --- |
| 14 kwietnia 2018 |            | Rozwiązanie Zgromadzenia Państwowego VII kadencji i ogłoszenie przedterminowych wyborów                 |
| 16 kwietnia 2018 |            | Początek biegu terminów wyborczych                                                                      |
| 3 maja 2018      | 24:00      | Ostateczny termin na złożenie list kandydatów w Państwowej Komisji Wyborczej (Državna volilna komisija) |
| 29–31 maja 2018  |            | Wcześniejsze głosowanie                                                                                 |
| 2 czerwca 2018   | 24:00      | Początek ciszy wyborczej                                                                                |
| 3 czerwca 2018   | 7:00-19:00 | Głosowanie w wyborach                                                                                   |

## Lista partii i liderów
| Partia / Koalicja | Partia / Koalicja | Partia / Koalicja                                                                           | Partia / Koalicja | Ideologia | Ideologia            | Ideologia | Lider                                                | 2014 (%)                         | Mandaty w Zgromadzeniu Państwowym | Mandaty w Zgromadzeniu Państwowym | Pozycja  |  |
| Partia / Koalicja | Partia / Koalicja | Partia / Koalicja                                                                           | Partia / Koalicja | Linia polityczna                                                                                                | Oś polityczna        |           | Lider                                                | 2014 (%)                         | Początek kadencji                 | Koniec kadencji                   | Pozycja  |  |
| ----------------- | ----------------- | ------------------------------------------------------------------------------------------- | ----------------- | --- | -------------------- | --------- | ---------------------------------------------------- | -------------------------------- | --------------------------------- | --------------------------------- | -------- |  |
|                   | SMC               | Partia Nowoczesnego Centrum Stranka modernega centra                                        | [ 8 ]             | Liberalizm Socjalliberalizm Proeuropeizm                                                                        | Centrum Centrolewica | [ 9 ]     | Miro Cerar Premier                                   | 34,61%                           | 36/90                             | 33/90                             | Rząd     |  |
|                   | SDS               | Słoweńska Partia Demokratyczna Slovenska demokratska stranka                                |                   | Liberalny konserwatyzm Narodowy konserwatyzm Prawicowy populizm Konserwatyzm społeczny Sprzeciw wobec imigracji | Prawica              |           | Janez Janša były Premier                             | 20,69%                           | 21/90                             | 19/90                             | Opozycja |  |
|                   | DeSUS             | Demokratyczna Partia Emerytów Słowenii Demokratična stranka upokojencev Slovenije           | [ 10 ]            | Polityka jednego zagadnienia Sprawiedliwość społeczna Proeuropeizm                                              | Centrolewica         |           | Karl Erjavec Minister Spraw Zagranicznych            | 10,21%                           | 10/90                             | 11/90                             | Rząd     |  |
|                   | NSi               | Nowa Słowenia – Chrześcijańscy Demokraci Nova Slovenija – Krščanski demokrati               | [ 11 ]            | Chrześcijańska demokracja Konserwatyzm społeczny Proeuropeizm                                                   | Centroprawica        | [ 12 ]    | Matej Tonin Przewodniczący NSi                       | 5,59%                            | 5/90                              | 5/90                              | Opozycja |  |
|                   | SD                | Socjaldemokraci Socialni demokrati                                                          | [ 13 ]            | Socjaldemokracja Proeuropeizm                                                                                   | Lewica Centrolewica  | [ 13 ]    | Dejan Židan Minister Rolnictwa, Leśnictwa i Żywności | 5,98%                            | 6/90                              | 5/90                              | Rząd     |  |
|                   | Levica            | Lewica Levica                                                                               | [ 14 ]            | Socjalizm demokratyczny Zielony socjalizm Antykapitalizm Umiarkowany Eurosceptycyzm                             | Lewica               |           | Luka Mesec Poseł                                     | –                                | –                                 | 5/90                              | Opozycja |  |
|                   | SAB               | Partia Alenki Bratušek Stranka Alenke Bratušek                                              | [ 15 ]            | Liberalizm Socjalliberalizm Proeuropeizm                                                                        | Centrolewica         | [ 16 ]    | Alenka Bratušek Była Premier                         | 4,38%{\displaystyle ^{1}}        | 4/90                              | 2/90                              | Opozycja |  |
|                   | AČZS              | Andrej Čuš i Zieloni Słowenii Andrej Čuš in Zeleni Slovenije                                | [ 17 ]            | Populizm | Centroprawica        | [ 18 ]    | Andrej Čuš Przewodniczący AČZS                       | 0,53%                            | 0/90                              | 2/90                              | Opozycja |  |
|                   | DD                | Dobry Kraj Dobra država                                                                     | [ 19 ]            | Walka z korupcją polityczną Antyelitaryzm                                                                       | Centrum Centrolewica | [ 20 ]    | Bojan Dobovšek Przewodniczący DD                     | –                                | –                                 | 1/90                              | Opozycja |  |
|                   | ZL-DSD            | Zjednoczona Lewica – Demokratyczna Partia Pracy Združena levica – demokratična stranka dela |                   | Socjalizm Zielony socjalizm Antykapitalizm Eurosceptycyzm                                                       | Lewica               |           | Franc Žnidaršič                                      | 5,97%{\displaystyle ^{2}}        | 6/90                              | Rozwiązana                        | Opozycja |  |
|                   |                   |                                                                                             |                   | |                      |           |                                                      |                                  |                                   |                                   |          |  |
|                   | SLS               | Słoweńska Partia Ludowa Slovenska ljudska stranka                                           |                   | Konserwatyzm Agraryzm Chrześcijańska demokracja                                                                 | Centroprawica        |           | Marko Zidanšek Radny krajowy                         | 3,95%                            | 0/90                              | 0/90                              |          |  |
|                   | SNS               | Słoweńska Partia Narodowa Slovenska nacionalna stranka                                      | [ 21 ]            | Słoweński nacjonalizm Populizm Eurosceptycyzm Protekcjonizm                                                     | Synkretyzm           |           | Zmago Jelinčič Plemeniti Przewodniczący SNS          | 2,20%                            | 0/90                              | 0/90                              |          |  |
|                   | PS                | Pozytywna Słowenia Pozitivna Slovenija                                                      |                   | Liberalizm Socjalliberalizm Proeuropeizm                                                                        | Centrolewica         |           | Zoran Janković Burmistrz miasta Lublana              | 2,97%                            | 0/90                              | 0/90                              |          |  |
|                   | Pirati            | Partia Piratów Piratska stranka Slovenije                                                   | [ 22 ]            | Polityka piracka Informacja publiczna Open government Neutralność sieci                                         | Synkretyzm           | [ 23 ]    | Rok Andrée                                           | 1,34%                            | 0/90                              | 0/90                              |          |  |
|                   | NPS               | Naprzód Słowenia Naprej Slovenija                                                           | [ 24 ]            | Słoweński nacjonalizm Populizm                                                                                  | Skrajna prawica      | [ 25 ]    | Blaž Svetek                                          | 0,24%                            | 0/90                              | 0/90                              |          |  |
|                   | GAS               | Partia Aktywna Ekonomicznie Gospodarsko aktivna stranka                                     |                   | |                      |           | Alojz Kovšca Przewodniczący Rady Narodowej           | 0,05% {\displaystyle ^{3}}       | 0/90                              | 0/90                              |          |  |
|                   | Solid.            | Solidarność – dla sprawiedliwego społeczeństwa! Solidarnost – za pravično družbo!           | [ 26 ]            | Socjaldemokracja Progresywizm                                                                                   | Lewica               | [ 27 ]    | Uroš Lubej                                           | (5,98%){\displaystyle ^{4}}      | 0/90                              | 0/90                              |          |  |
|                   | LDS               | Liberalna Demokracja Słowenii Liberalna demokracija Slovenije                               | [ 28 ]            | Liberalizm Socjalliberalizm                                                                                     | Centrolewica         | [ 29 ]    | Luj Šprohar                                          | Nie startowała w wyborach w 2014 | Nie startowała w wyborach w 2014  | Nie startowała w wyborach w 2014  |          |  |
|                   | LNBP              | Lista Dziennikarzy Bojana Požara{\displaystyle ^{5}} Lista novinarja Bojana Požarja         | [ 30 ]            | Antyelitaryzm Populizm                                                                                          | Centroprawica        | [ 31 ]    | Bojan Požar                                          | Nie startowała w wyborach w 2014 | Nie startowała w wyborach w 2014  | Nie startowała w wyborach w 2014  |          |  |
|                   | LMŠ               | Lista Marjana Šarca                                                                         | [ 32 ]            | Socjalliberalizm Populizm Socjaldemokracja                                                                      | Centrum Centrolewica | [ 33 ]    | Marjan Šarec Burmistrz miasta Kamnik                 | Nie startowała w wyborach w 2014 | Nie startowała w wyborach w 2014  | Nie startowała w wyborach w 2014  |          |  |
|                   | SSN               | Partia Słoweńskiego Narodu Stranka slovenskega naroda                                       |                   | Demokracja bezpośrednia Umiarkowany Eurosceptycyzm                                                              | Skrajna prawica      |           | Marjan Žandar                                        | Nie startowała w wyborach w 2014 | Nie startowała w wyborach w 2014  | Nie startowała w wyborach w 2014  |          |  |
|                   | ZSi               | Wielka Słowenia Zedinjena Slovenija                                                         | [ 34 ]            | Słoweński nacjonalizm Populizm                                                                                  | Skrajna prawica      | [ 35 ]    | Andrej Šiško                                         | Nie startowała w wyborach w 2014 | Nie startowała w wyborach w 2014  | Nie startowała w wyborach w 2014  |          |  |
|                   | SPS               | Socjalistyczna Partia Słowenii Socialistična partija Slovenije                              | [ 36 ]            | Socjalizm Marksizm-leninizm Titoizm Eurosceptycyzm Anty NATO Panslawizm                                         | Skrajna lewica       |           | Tadej Trček                                          | Nie startowała w wyborach w 2014 | Nie startowała w wyborach w 2014  | Nie startowała w wyborach w 2014  |          |  |
|                   | ReSET             | Uratuj Słowenię przed Elitami i Potentatami Rešimo Slovenijo elite in tajkunov              |                   | |                      |           | Martin Ivec                                          | Nowa partia                      | Nowa partia                       | Nowa partia                       |          |  |
|                   | DP                | Nie płacimy podatków Davkoplačevalci se ne damo                                             | [ 37 ]            | Polityka jednego zagadnienia Populizm                                                                           | Centroprawica        |           | Vili Kovačič                                         | Nowa partia                      | Nowa partia                       | Nowa partia                       |          |  |
|                   | NS                | Nowi Socjaldemokraci Novi socialdemokrati                                                   | [ 38 ]            | Socjaldemokracja                                                                                                | Lewica               | [ 38 ]    | Milan Balažic Były poseł, były ambasador             | Nowa partia                      | Nowa partia                       | Nowa partia                       |          |  |
|                   | ZZD               | Dla Zdrowego Społeczeństwa Za zdravo družbo                                                 | [ 39 ]            | Polityka jednego zagadnienia Walka z korupcją polityczną                                                        |                      |           | Valentina Flander Gregor Kos                         | Nowa partia                      | Nowa partia                       | Nowa partia                       |          |  |
|                   | SSSS              | Partia Społeczna Serbów Słowenii Socialna stranka Srbov Slovenije                           | [ 40 ]            | Polityka jednego zagadnienia Serbski nacjonalizm                                                                | Centrolewica         | [ 41 ]    | Saša Gajić                                           | –                                | –                                 | –                                 |          |  |
|                   | SN                | Razem Gibanje Skupaj naprej                                                                 | [ 42 ]            | Polityka jednego zagadnienia Populizm                                                                           |                      | [ 42 ]    | Danijel Bešić Loredan                                | Nowa partia                      | Nowa partia                       | Nowa partia                       |          |  |
|                   | ZD                | Zjednoczona Prawica{\displaystyle ^{6}} Združena desnica                                    |                   | Konserwatyzm Agraryzm Chrześcijańska demokracja Konserwatyzm społeczny Populizm                                 | Skrajna prawica      |           | Franc Kangler Aleš Primc                             | Nowa partia                      | Nowa partia                       | Nowa partia                       |          |  |

- {\displaystyle ^{1}} – Jako „Sojusz Alenki Bratušek”, przemianowany później na „Sojusz Socjalliberalnych Demokratów” i „Partię Alenki Bratušek” (obecnie)
- {\displaystyle ^{2}} – W 2014 na potrzeby wyborów parlamentarnych „Demokratyczna Partia Pracy” (DSD), „Partia na Rzecz Zrównoważonego Rozwoju Słowenii” (TRS) i „Inicjatywa na Rzecz Demokratycznego Socjalizmu” (IDS) utworzyły komitet „Zjednoczona Lewica – Demokratyczna Partia Pracy” (ZL-DSD). W 2017 TRS i IDS powołały do życia nową partię Lewicę
- {\displaystyle ^{3}} – Jako „Liberalna Partia Gospodarcza”
- {\displaystyle ^{4}} – „Solidarność” utworzyła nieoficjalną koalicję z „Socjaldemokratami” przed wyborami w 2014 roku, żaden z ich kandydatów nie został wybrany
- {\displaystyle ^{5}} – Partia zmieniła nazwę po przejęciu jej przez Požara, poprzednia nazwa to „Lista dla Mariboru”
- {\displaystyle ^{6}} – Nowa Ludowa Partia Słowenii (NLS), Głos dla Dzieci i Rodzin (Glas)

## Frekwencja wyborcza
| Godzina                         | Głosujący | %      |
| ------------------------------- | --------- | ------ |
| Wcześniejsze głosowanie         | 53 158    | 3,10%  |
| 11:00                           | 295 763   | 17,27% |
| 16:00                           | 587 725   | 34,32% |
| 19:00                           | 890 140   | 51,97% |
| Ostateczne oficjalne głosowanie | 1 712 676 | 52,01% |

## Wyniki wyborów
Wybory parlamentarne do Zgromadzenia Państwowego VIII kadencji wygrała Słoweńska Partia Demokratyczna (SDS). Frekwencja wyborcza wyniosła 52,64%.
|                                   |                                                 |                                      |                                      |         |     |  |
| Partia / koalicja                 | Partia / koalicja                               | Głosy                                | %                                    | Mandaty | +/− |  |
|                                   | Słoweńska Partia Demokratyczna                  | 222 042                              | 24,92                                | 25      | +4  |  |
|                                   | Lista Marjana Šarca                             | 112 250                              | 12,60                                | 13      | +13 |  |
|                                   | Socjaldemokraci                                 | 88 524                               | 9,93                                 | 10      | +4  |  |
|                                   | Partia Nowoczesnego Centrum                     | 86 868                               | 9,75                                 | 10      | –26 |  |
|                                   | Lewica                                          | 83 108                               | 9,33                                 | 9       | +3  |  |
|                                   | Nowa Słowenia – Chrześcijańscy Demokraci        | 63 792                               | 7,16                                 | 7       | +2  |  |
|                                   | Partia Alenki Bratušek                          | 45 492                               | 5,11                                 | 5       | +1  |  |
|                                   | Demokratyczna Partia Emerytów Słowenii          | 43 889                               | 4,93                                 | 5       | –5  |  |
|                                   | Słoweńska Partia Narodowa                       | 37 182                               | 4,17                                 | 4       | +4  |  |
|                                   | Mniejszość Narodowa Włochów i Węgrów            | Mniejszość Narodowa Włochów i Węgrów | Mniejszość Narodowa Włochów i Węgrów | 2       | 0   |  |
|                                   |                                                 |                                      |                                      |         |     |  |
|                                   | Słoweńska Partia Ludowa                         | 23 329                               | 2,62                                 | 0       | 0   |  |
|                                   | Partia Piratów                                  | 19 182                               | 2,15                                 | 0       | 0   |  |
|                                   | Dobry Kraj                                      | 13 540                               | 1,52                                 | 0       | –1  |  |
|                                   | Andrej Čuš i Zieloni Słowenii                   | 9 708                                | 1,09                                 | 0       | –2  |  |
|                                   | Lista Dziennikarzy Bojana Požara                | 7 835                                | 0,88                                 | 0       | 0   |  |
|                                   | Dla Zdrowego Społeczeństwa                      | 5 548                                | 0,62                                 | 0       | 0   |  |
|                                   | Wielka Słowenia                                 | 5 287                                | 0,59                                 | 0       | 0   |  |
|                                   | Zjednoczona Lewica i Jedność                    | 5 072                                | 0,57                                 | 0       | –1  |  |
|                                   | Ruch Razem Naprzód                              | 4 345                                | 0,49                                 | 0       | 0   |  |
|                                   | Uratuj Słowenię przed Elitami i Potentatami     | 3 672                                | 0,41                                 | 0       | 0   |  |
|                                   | Partia Aktywna Ekonomicznie                     | 3 132                                | 0,35                                 | 0       | 0   |  |
|                                   | Solidarność – dla sprawiedliwego społeczeństwa! | 2 184                                | 0,25                                 | 0       | 0   |  |
|                                   | Zjednoczona Prawica                             | 2 141                                | 0,24                                 | 0       | 0   |  |
|                                   | Socjalistyczna Partia Słowenii                  | 1 551                                | 0,17                                 | 0       | 0   |  |
|                                   | Partia Słoweńskiego Narodu                      | 1 237                                | 0,14                                 | 0       | 0   |  |
|                                   | Naprzód Słowenia                                | 187                                  | 0,02                                 | 0       | 0   |  |
| Nieważne/puste głosy              | Nieważne/puste głosy                            | 10 357                               | –                                    | –       | –   |  |
| Razem                             | Razem                                           | 891 097                              | 100                                  | 90      | –   |  |
| Zarejestrowani wyborcy/frekwencja | Zarejestrowani wyborcy/frekwencja               | 1 712 676                            | 52,64%                               | –       | –   |  |
| Źródło: Volitve                   |                                                 |                                      |                                      |         |     |  |

## Wybory przedstawicieli mniejszości narodowych

### Włoska mniejszość narodowa
| Kandydat               | Głosy | %     | Uwagi   |  |
| ---------------------- | ----- | ----- | ------- |  |
| Felice Žiža            | 2 570 | 44,52 | Wybrany |  |
| Mauricio Tremul        | 2 160 | 37,42 |         |  |
| Bruno Orlando          | 1 043 | 18,06 |         |  |
|                        |       |       |         |  |
| Ważne głosy            | 1 464 | 98,52 |         |  |
| Nieważne / puste głosy | 22    | 1,48  |         |  |
| Razem                  | 1 486 | 100   |         |  |
| Źródło:                |       |       |         |  |

### Węgierska mniejszość narodowa
| Kandydat               | Głosy | %     | Uwagi   |  |
| ---------------------- | ----- | ----- | ------- |  |
| Ferenc Horvath         | 4 193 | 60,20 | Wybrany |  |
| Gabriela Sobočan       | 2 772 | 39,80 |         |  |
|                        |       |       |         |  |
| Ważne głosy            | 3 001 | 98,62 |         |  |
| Nieważne / puste głosy | 42    | 1,38  |         |  |
| Razem                  | 3 043 | 100   |         |  |
| Źródło:                |       |       |         |  |

## Wybrani posłowie
Janez Janša został jedynym posłem, który sprawuje swój mandat nieprzerwanie od czasu uzyskania niepodległości przez Słowenię. Kilku byłych parlamentarzystów powróciło do parlamentu, w tym Zmago Jelinčič Plemeniti (SNS), Brane Golubović (LMŠ, wcześniej PS) i Martin Mikolič (NSi). Wszyscy przewodniczący partii parlamentarnych zostali wybrani, z wyjątkiem Alenki Bratušek (SAB) i Karla Erjavca (DeSUS).